# Dmîtrivka, Prîazovske
Dmîtrivka (în ucraineană Дмитрівка) este o comună în raionul Prîazovske, regiunea Zaporijjea, Ucraina, formată numai din satul de reședință.

## Demografie
Componența lingvistică a comunei Dmîtrivka
     Ucraineană (83,55%)
     Rusă (9,83%)
     Bulgară (2,56%)
     Alte limbi (0,43%)
Conform recensământului din 2001, majoritatea populației comunei Dmîtrivka era vorbitoare de ucraineană (83,55%), existând în minoritate și vorbitori de rusă (9,83%), bulgară (2,56%) și armeană (2,35%).